# Altenberg an der Rax
Pour les articles homonymes, voir Altenberg.
Altenberg an der Rax est une ancienne commune autrichienne du district de Bruck-Mürzzuschlag en Styrie, fusionnée avec Neuberg an der Mürz depuis 2015.

## Histoire
.

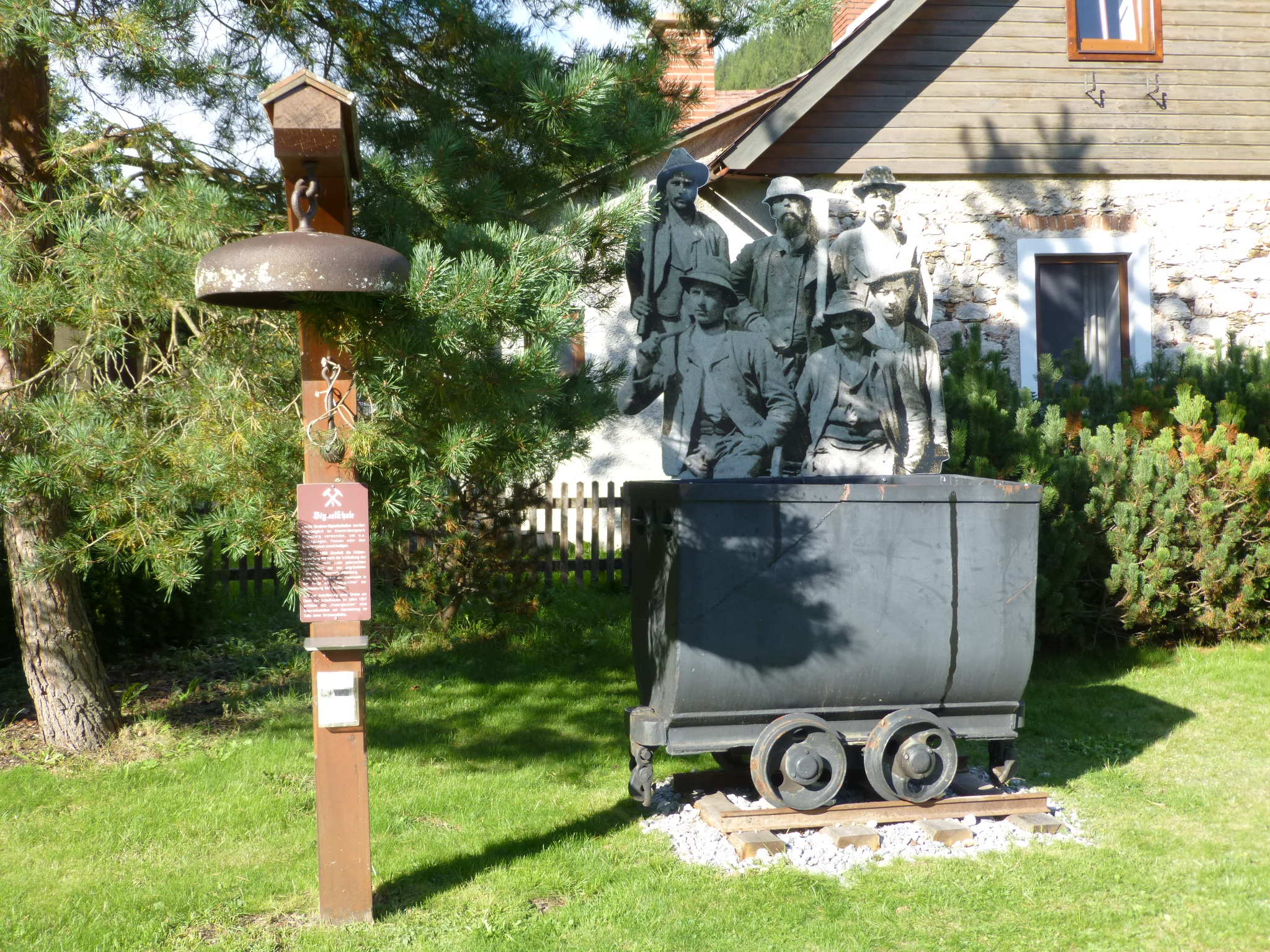
Evocation de l'activité minière, cessée en 1893

Un musée de la mine est visitable sur demande derrière la Landgasthof Altenberger, rénovée en 2015. Une promenade conduit au souvenir de cette activité, par exemple la poudrière.